# Caronte
Caronte ist eine italienische Doom-Metal- und Rock-Band aus Parma, die 2010 gegründet wurde.

## Geschichte
Die Band wurde im Jahr 2010 gegründet. Nach einer ersten EP im folgenden Jahr unter dem Namen Ghost Owl bei Lo-Fi Creatures, folgte 2012 bei demselben Label das Debütalbum Ascension. Nach einer 2013er Split-Veröffentlichung mit Doomraiser bei Lo-fi Creatures und BloodRock Records, schloss sich 2014 nach einem Wechsel zu Ván Records das zweite Album unter dem Namen Church of Shamanic Goetia an. 2016 folgte die EP Codex Babalon und ein Jahr später das Album Yoni. Im selben Jahr erschien zudem eine Split-Veröffentlichung mit The Ruins of Beverast, Dolch und King Dude, das Album Wolves of Thelema lag schließlich 2019 vor. In ihrer Karriere ist die Band bisher in verschiedenen Teilen Europas aufgetreten und hat dabei unter anderem zusammen mit Electric Wizard, Blood Farmers, Cough, Forgotten Tomb, The Devil’s Blood, In Solitude, Pagan Altar, Doomraiser, Jarboe, Om, Angel Witch, Grand Magus, Orange Goblin, The Secret, Ufomammut und Abysmal Grief gespielt und war unter anderem auf Festivals wie dem Eindhoven Metal Meeting, dem Vienna Metal Meeting, dem Dark Easter Metal Meeting, dem Hammer of Doom, dem Acherontic Arts Festival und dem Desert Fest vertreten.

## Stil
Andreas Schiffmann vom Rock Hard schrieb in seiner Rezension zu Church of Shamanic Goetia, dass hierauf „ritueller“ Doom Metal zu hören ist, der zwar karg produziert sei, dieser „klingt aber zu keiner Zeit produktionstechnisch unterbelichtet und stellt oft Sänger Dorian in den Brennpunkt, dessen recht markante Stimme mitunter von beschwörenden Chören unterfüttert wird“. Das Album habe einen „schwebende[n] Charakter“, der in den Songs „ein wenig Space-Flair versprüht“. Die Lieder seien zwar nicht so treibend wie die von Hawkwind, jedoch ähnlich stoisch. Zudem seien mehr griffige Melodien wünschenswert. In einer späteren Ausgabe rezensierte Mandy Malon Codex Babalon und schrieb, dass die Band die Essenz des Doom Metal einfängt und daraus etwas eigenes erschaffe. Hierfür verarbeite sie „[k]lassisch schwere, walzende Elemente“ und verfeinere sie „mit Acid-Trip-artigen Stoner-Komponenten“. Insgesamt entstehe ein „herrlich verträumter Klangkosmos, der einen in voller Hingabe jegliches Zeitgefühl vergessen lässt“. In ihrer Rezension von Wolves of Thelema stellte Malon eine klare klangliche Veränderung zu ihren vorherigen Werken fest. Der Sound werde durch „wirre wie verhängnisvolle Synths“ erweitert, wodurch die Songs „atmosphärischer, voller, düsterer und gefährlicher als je zuvor“ klängen. Psychedelische Elemente seien zwar weiterhin vorhanden, jedoch sei der Stoner-Rock-Klang Post-Punk-Strukturen gewichen. Doom-Metal-Elemente kämen vor allem in der zweiten Hälfte des Albums vor. Diese würden sich vor allem im Gitarrenspiel im Stil von Tony Iommi, Hammondorgel-Klängen und „verrucht-leidenschaftlichen Soli“ äußern. Insgesamt gebe sich die zweite Hälfte „vertrackter, atmosphärischer und doomiger, vielleicht auch verträumter“. Im Interview mit Malon eine Ausgabe später, gab Dorian Bones an, dass die Mitglieder gnostische Messen praktizieren. Sie würden das Christentum ablehnen, größter Einfluss auf die Band sei Aleister Crowley. Auf Wolves of Thelema betrachte man die Theorien von Kenneth Grant, Michael Paul Bertiaux und Austin Osman Spare.
Eva Thalhammer von stormbringer.at gab in ihrer Rezension zu Yoni an, dass die Band hierauf ihre Liebe zu „Chaos, Crowley und LSD“ fortsetze. Sie beschrieb die Gruppe als „okkulte[n] Acid Doomer“, wobei ihre Konzerte gerne als „schamanische Happenings zelebriert“ würden. Musikalisch orientierten sich die Songs stark an Electric Wizard, während der Gesang eher an den von Glenn Danzig erinnere, wobei er hier jedoch etwas „punkiger“ ausfalle. Die Songs hätten jedoch keinen rockigen Charakter. Stilprägend seien außerdem „Tribale Chöre“ und „ritualistische Gesänge“, die „das tiefe Dröhnen und die langgezogenen Bass-Progressions“ begleiten würden. Die Geschwindigkeit der Songs sei gering, während die Riffs repetitiv seien.

## Diskografie
- 2011: Ghost Owl (EP, Lo-Fi Creatures)
- 2012: Ascension (Album, Lo-Fi Creatures)
- 2013: Doomraiser/Caronte (Split mit Doomraiser, Lo-Fi Creatures/BloodRock Records)
- 2014: Church of Shamanic Goetia (Album, Ván Records)
- 2016: Codex Babalon (EP, Ván Records)
- 2017: Yoni (Album, Ván Records)
- 2017: The Ruins of Beverast/Caronte/(Dolch)/King Dude (Split mit The Ruins of Beverast, (Dolch) und King Dude, Ván Records)
- 2019: Wolves of Thelema (Album, Ván Records)
- 2022: Circle (EP, Ván Records)